# Gerhard Schmidhuber
Gerhard Schmidhuber (ur. 9 kwietnia 1894 w Dreźnie, zm. 11 lutego 1945 w Budapeszcie) − niemiecki generał major, w czasie II wojny światowej dowódca 7 i 13 Dywizji Pancernej, zginął podczas bitwy o Budapeszt.

## Życiorys
Urodził się w Dreźnie w Królestwie Saksonii. We wrześniu 1944 roku został dowódcą 13 Dywizji Pancernej. Na jej czele wziął udział w ponad dwumiesięcznej, ciężkiej bitwie o Budapeszt. W tym okresie utrzymywał poprzez węgierskiego faszystę Pála Szalaia kontakt ze szwedzkim dyplomatą Raoulem Wallenbergiem, który wsławił się uratowaniem wielu tysięcy węgierskich Żydów od zagłady w czasie Holocaustu. Pod naciskiem Wallenberga Schmidhuber nie dopuścił do likwidacji budapeszteńskiego getta. Zginął podczas oblężenia Budapesztu, na kilkadziesiąt godzin przed zdobyciem miasta przez Armię Czerwoną.
Został pochowany na niemieckim cmentarzu wojennym w Budaörs.

## Odznaczenia
- Krzyż Honorowy dla Walczących na Froncie (1934)[1]
- Srebrna Odznaka za Rany
- Złoty Krzyż Niemiecki (28 lutego 1944)
- Krzyż Żelazny
  - II klasa
  - I klasa
- Krzyż Rycerski z Liśćmi Dębu i Mieczami
  - Liście Dębu (13 października 1943)
  - Miecze (21 stycznia 1945)
- Medal za Kampanię Zimową na Wschodzie 1941/1942